# Wilfrido Carrillo Puerto
Wilfrido Carrillo Puerto (Fido), fue un revolucionario mexicano, hermano de Felipe Carrillo Puerto, gobernador socialista de Yucatán, México. Nacido en Motul en 1896 y fallecido en la ciudad de Mérida, capital del estado, el 3 de enero de 1924, al ser fusilado junto con sus hermanos, Felipe, Benjamín y Edesio, tras el cruento golpe de Estado que derrocó a Carrillo Puerto, a finales de 1923.

## Datos biográficos
El menor de los 14 hermanos que integraron la familia de Justiniano Carrillo Pasos y de Adela Puerto Solís, padre y madre de Wilfrido, quien se dedicó en un principio a la carpintería en su pueblo natal.
Junto con un grupo de jóvenes yucatecos se enroló para hacer la revolución en Guatemala en 1914. Tras el fracaso del movimiento, regresó a México quedándose a trabajar por un tiempo en un aserradero en el estado de Chiapas.
Regresó a Yucatán y trabajó por dos años en los Ferrocarriles Unidos de Yucatán, colaborando con su hermano Felipe en la conformación del Partido Socialista del Sureste. 
Ya durante la gobernatura de este último, después de la elección en Yucatán de 1921, fue funcionario del gobierno desempeñándose como jefe de la policía.
Al sobrevenir la llamada rebelión delahuertista que derrocó del poder público a Carrillo Puerto, Fido acompañó a su hermano en el intento de huir del estado, pero fue apresado ya al salir en la isla de Holbox. Fue regresado a Mérida con doce personas más incluyendo sus tres hermanos, Felipe, Edesio y Benjamín, siendo fusilados todos ellos en el panteón de la ciudad de Mérida, después de un juicio militar sumarísimo, la madrugada del 3 de enero de 1924.